# Gribskov
Gribskov är en skog i Danmark.   Den ligger i Region Hovedstaden, i den östra delen av landet, 40 km norr om huvudstaden Köpenhamn. Gribskov ligger på ön Sjælland. Den ingår i Nationalpark Kongernes Nordsjælland.

## Skogen
Gribskov är Danmarks fjärde största skog. Skogen täcker en yta från Nødebo i söder till Esbønderup i norr och Esrum Sø i öster till Alsønderup i väster. Gribskov omfattar runt 5 600 hektar, vilket gör den till en av Danmarks största skogar. Den överträffas bara av Silkeborgsskogarna, Rold Skov och Klosterhede Plantage.
Ursprungligen delades Gribskov mellan kyrkan och kronan, men efter reformationen överlämnades hela området till kungen. Fram till 1700-talet användes skogen för jakt och betesmarker åt hästar från Frederiksborgs stuteri. Därefter har skogsbruket dominerat.
Ordet 'grib' i Gribskov (även i 'gribsjord') är en gammal dansk benämning för ett område som inte direkt ägs av någon; jfr den svenska fäladen, dvs utmarken eller allmänningen. I den nordöstra delen av skogen vid Esbønderup finns ett välbevarat kulturlandskap. Här låg tidigare byn Sibberup Vang (även kallad Sibberup).
På Multebjerg, Gribskovs högsta punkt, låg tidigare ett av det danska flygvapnets radarstationer. Den bästa utsikten finns på toppen av Fruebjerg, nära Gadevang i västra delen av skogen.
I de sydvästra delarna av Gribskov ligger Store Gribsø med en yta på cirka 10 hektar. Ungefär 500 meter öster om sjön ligger Lille Gribsø, en mosse med ett litet öppet vatten.
Gribskovbanen följer den östra sidan av sjön och vid sjöns nordvästra hörn ligger Gribsø station.

## Externa hänvisningar
- Gribskov
- Gribskov Gribsø, Naturstyrelsen, Vandreture i Statsskovene nr. 5.
- Gribskov Maarum, Naturstyrelsen, Vandreture i Statsskovene nr. 48.
- Gribskov Esrum Sø, Naturstyrelsen, Vandreture i Statsskovene nr. 69.
- Gribskov Nødebo, Naturstyrelsen, Vandreture i Statsskovene nr. 79.